# Carlos Pellas Chamorro

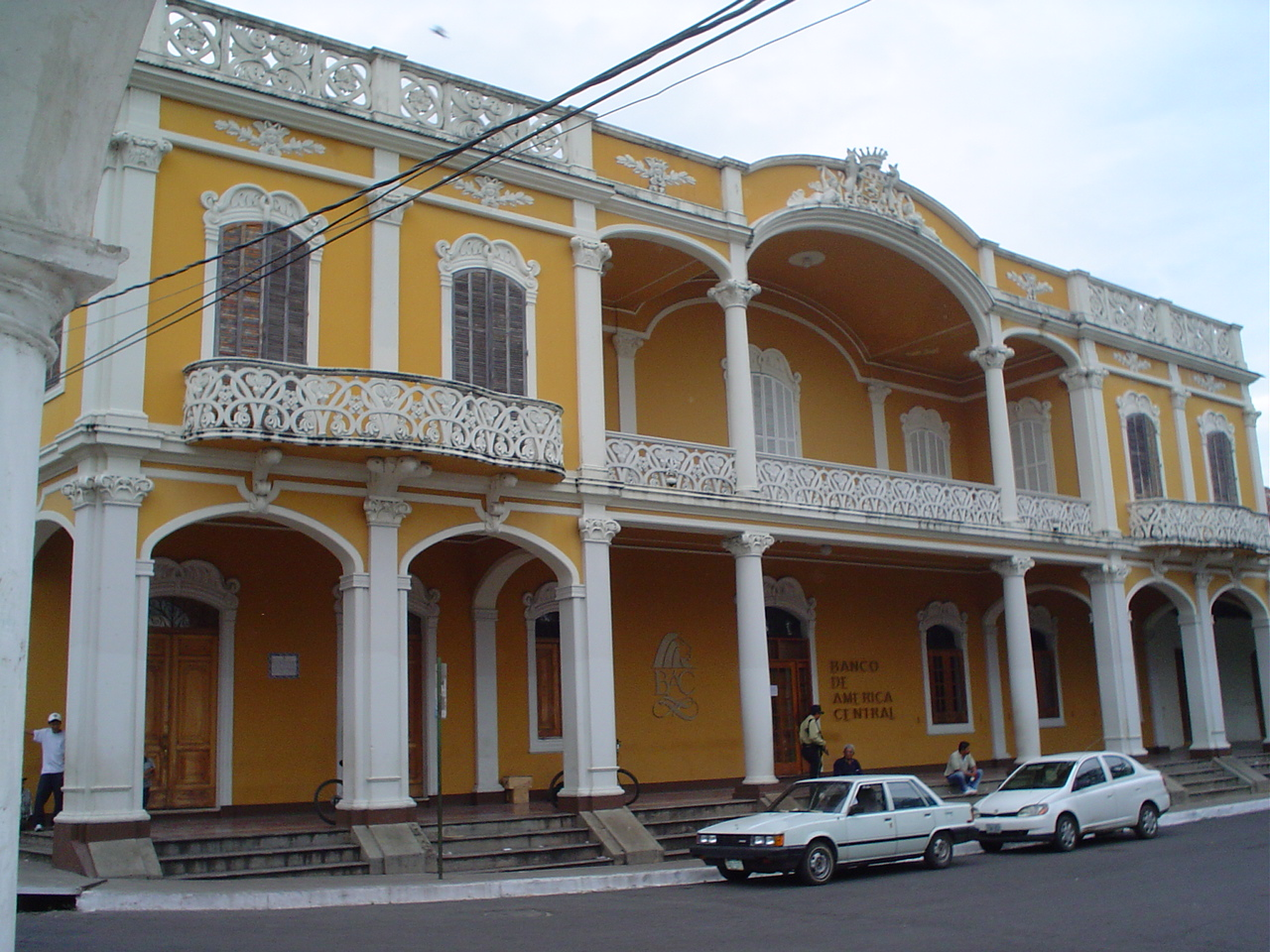
Haus der Familie-Pellas, Granada

Carlos Pellas Chamorro (* 10. Januar 1953 in Granada, Nicaragua) ist Leiter des nicaraguanischen Familienunternehmens Grupo Pellas.

## Pellas Chamorro
1875 kam der Urgroßvater von Carlos Pellas Chamorro, Alfredo Pellas, ein Händler aus Genua, mit 400.000 United States Dollar (USD) nach Nicaragua. 1890 erwarb Alfredo Pellas die Finca San Antonio in Chichigalpa. 1916 modernisierte dessen Sohn, der Großvater Silvio F. Pellas, die Zuckerfabrik und kaufte eine neue Mühle der Marke FULTON.
1952 beteiligte sich der Bruder der Mutter, Carlos Pellas Benard, an der Gründung der Banco de America (BANAMER-Hochhaus), deren Eigentümer Konservative aus Granada und La Paz de Carazo in Carazo waren.
1952 heirateten die Eltern, Alfredo Pellas und Carmen (Nena) Chamorro Benard, in Granada. Die Grupo Pellas entwickelte sich als zuckerverarbeitende Industrie wie Flor de Caña unter dem Somoza-Clan, die Machtübernahme der Sandinisten 1979 hat die Entwicklung des Unternehmens dynamisiert.

## Leben
Die Geschwister von Carlos Pellas sind Lucía (Adelita), Alfredo und Silvio Federico. Carlos Pellas studierte Betriebswirtschaft an der Stanford University und verfügt über einen MA in Betriebswirtschaft und einen MA in Landwirtschaft.
1976 heirateten Vivian Fernández García (* 5. März 1954 Havanna) und Carlos Pellas Chamorro. Sie haben drei Kinder. 1987 siedelte das Ehepaar Pellas nach Florida über. 1988 beschlagnahmte die Regierung die Zuckerrohrplantage Ingenio San Antonio in Chichigalpa, die mit 20.000 ha ein wesentlicher Teil der Nicaragua Sugar Estates Limited ist. Ingenio San Antonio war Mitte der 1960 der ergiebigste Produzent von Rohzucker in Zentralamerika. Die Begründung der Beschlagnahmung waren sinkende Produktion und Vernachlässigung der Einrichtung. Die sandinistische Regierung bot eine Entschädigung an, jedoch wurde keine Einigung über jährliche Zahlungen gefunden.

## Grupo Pellas
1980 übernahm Carlos Pellas Chamorro die Geschäftsführung der Grupo Pellas, einem Konglomerat aus 50 Unternehmen mit einem Umsatz von vier Milliarden USD jährlich und etwa 15.000 Beschäftigten. Zur Gruppe gehören:
- Bildung, Kommunikation: Fortbildung, Telefónica de Centroamérica (TELCA), Estaciones Terrenas de Satélites ESTESA, 40 % Anteil am nicaraguanischen Marktführer bei Kabelfernsehen Direc TV[3][4]
- Datenverarbeitung: 40 % Beteiligung an der Gulf Business Machines, die in der Region als General Business Machines firmiert.
- Finanzdienstleistungen: Banco de América Central, BAC International Bank, CREDOMATIC. Das jüngste Geschäft war der Verkauf von 49,99 Prozent der Aktienanteile der BAC International Bank an General Electric für etwa eine halbe Milliarde USD. Pellas kündigte an, von dem Geld Banken in Guatemala kaufen zu wollen, und beantragte eine in Mexiko zu eröffnen.
- Nahrungsmittel: Compañía Cervecera (Victoria und Toña), Orangenplantage an der Grenze zu Costa Rica, die mit 7.000 ha zu den ausgedehntesten der Welt gehört, sowie in der Nähe eine Orangensaftpresse.
- Fahrzeughandel: Casa Pellas Generalvertreter für Toyota in Nicaragua, Fahrzeugversicherung,
- Zuckerindustrie: Licores Flor de Caña Produzent von Zucker und Energie: Nicaragua Sugar Estates: Ingenio San Antonio 2006 wurden 85.000 Zentner Zucker für den Export zu Brenn Ethanol vergoren.[5]

Die Unternehmen der Grupo Pellas bilden das wichtigste und differenzierteste Unternehmenskonglomerat in Zentralamerika.
Carlos Pellas Chamorro erhielt im Mai 2005 den Premio de Empresario Distinguido, der von der Cámara de Comercio e Industrias de América Latina (Camacol) verliehen wurde.

## Casa Pellas
Das Autohaus Casa Pellas wurde am 12. März 1913 von Carlos Francisco Pellas Vivas als F. Alf. Pellas & Cía. in Granada gegründet. Die erste Filiale wurde 1922 in Avenida Central in Managua eröffnet. Es wurden Importgüter verkauft: Liköre, Firestonereifen, Pianos, Stiefel. Nach dem Tod von Carlos Francisco Pellas Vivas übernahm dessen Bruder Silvio Federico Pellas Vivas (1927–1953) die Leitung des Betriebes. Von Julio Chamorro Benard († 1973) ging die Firmenleitung an seinen Sohn Julio Chamorro Coronel († März 1982) (er hatte vier Schwestern und einer seiner sechs Brüder war Edgar Chamorro), als dieser 1982 starb, übernahm Silvio Federico Pellas Chamorro die Firmenleitung.

## Hospital Metropolitano Vivian Pellas
Am 21. Oktober 1989 überlebte das Ehepaar einen Flugzeugabsturz bei Tegucigalpa, bei welchem 149 Menschen ums Leben kamen und neun überlebten.
Frau Pellas überlebte mit 40 % Hautverbrennung und 62 Knochenbrüchen, aber mittlerweile leitet sie wieder ein Tanzstudio. Seither engagiert sie sich im Bereich der Verbrennungs- und Unfallchirurgie in Nicaragua. Nach Vivian Pellas wurde ein privates Krankenhaus am Kilometer 10 der Carretera Managua - Masaya benannt, welches im Ruf steht, das jüngste und modernste Krankenhaus in Nicaragua zu sein.

## Honorarkonsul für Italien

Ordine della Stella della Solidarietà Italiana

Am 30. Juli 2008 dekorierte der italienische Botschafter in Nicaragua, Alberto Boniver, Carlos Pellas Chamorro mit dem Orden Stella della Solidarietà Italiana.
Im Oktober 2008 wurde Carlos Pellas Chamorro als Honorarkonsul für Italien in Granada (Nicaragua) akkreditiert.
Aus diesem Anlass wurde darauf hingewiesen, dass zur Grupo Pellas über die Nicaragua Sugar Estate Ltd. auch die Zuckerfabrik Ingenio San Antonio gehörte.
Auf den Feldern dieser Zuckerfabrik wurden unbedacht und massiv Pflanzenschutzmittel eingesetzt.
Dieser Einsatz beeinträchtigt die Gesundheit der Mitarbeiter, das Grundwasser und die Umwelt.
Die Asociación Nicaragüense de Afectados por Insuficiencia Renal Crónica (ANAIRC) wies darauf hin, dass in der Zuckerfabrik Ingenio San Antonio Mitarbeiter an chronischem Nierenversagen erkrankten, von welchen 2.986 starben.
Sie streitet seit Jahren um Entschädigungen für die Berufskrankheit entsprechend dem Gesetz 456 Ley de Adicción de Riesgos y Enfermedades Profesionales von 6. Juni 2004.
Dafür soll durch das Instituto Nicaragüense de Seguridad Social (INSS) an mehr als 4.500 Personen Pensionen gezahlt werden.